# Lilith Fair

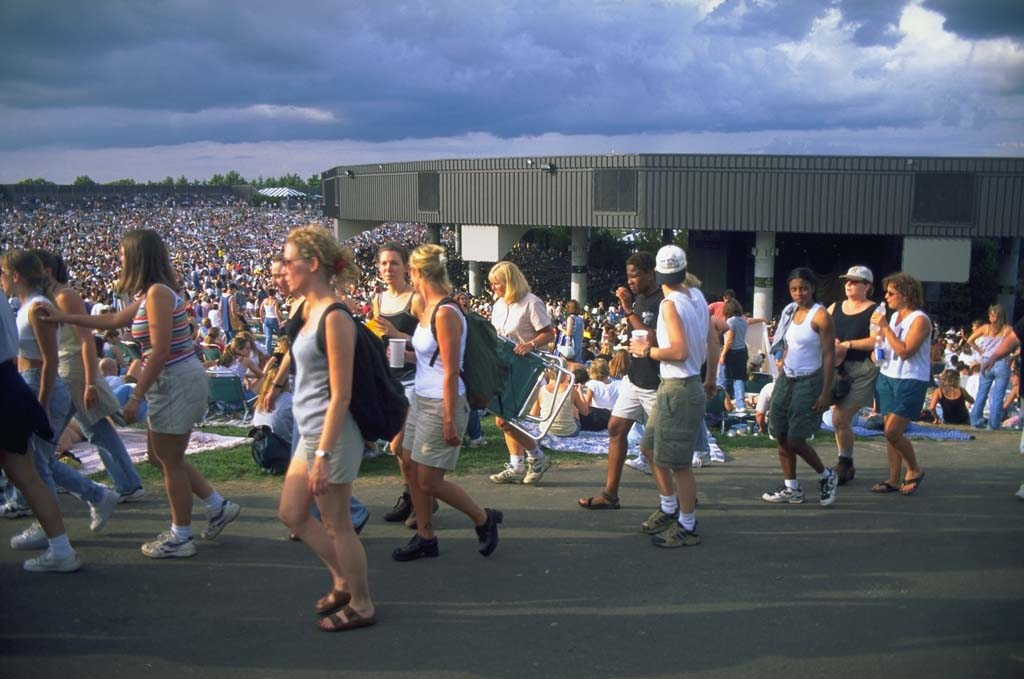
Huvudarenan, 22 september 1998, Tweeter Center, Mansfield, Massachusetts.

Lilith Fair var en musikfestival, grundad 1997 på initiativ av Sarah McLachlan, där endast kvinnliga artister och band med kvinnor som frontfigurer uppträdde. Festivalen anordnades även 1998, 1999 och 2010. Idén fick McLachlan när hon tittade på alla andra sommarkonserter och festivaler som mest dominerades av manliga artister. Festivalens namn är en referens till Lilit i judisk mytologi.
Festivalen var en turnerande festival som under sitt första år, 1997, besökte 35 städer och hade mer än 60 upptädande artister. Festivalen drog under sitt första år in 16 miljoner dollar och den samlade 1997–1999 in 10 miljoner dollar till välgörenhet.
Artister som uppträdde, utöver McLachlan, var det första året bland andra Sheryl Crow och Dido (andraakt).